# Dichocrocis xuthusalis
Dichocrocis xuthusalis là một loài bướm đêm trong họ Crambidae.